# Mads Bertram Kristensen
 Der er flere personer med dette navn, se Mads Kristensen.
Mads Bertram Kristensen (født 4. april 2006 i Otterup) er en cykelrytter fra Danmark, der kører for ColoQuick.

## Karriere
Som 4-årig begyndte han at spille fodbold i hjembyen Otterup. I 2020 opgav han fodbolden og begyndte at cykle. I 2021 kørte han sit første løb for Cykling Odense. Fra 2023-sæsonen skiftede han til CeramicSpeed Herning CK Junior, hvor han kørte i to år. 
Fra 2025 skulle Mads Bertram køre sin første sæson som seniorrytter, og her lavede han en aftale med kontinentalholdet ColoQuick Cycling.